# Hauptstraße 10 (Karlstadt)

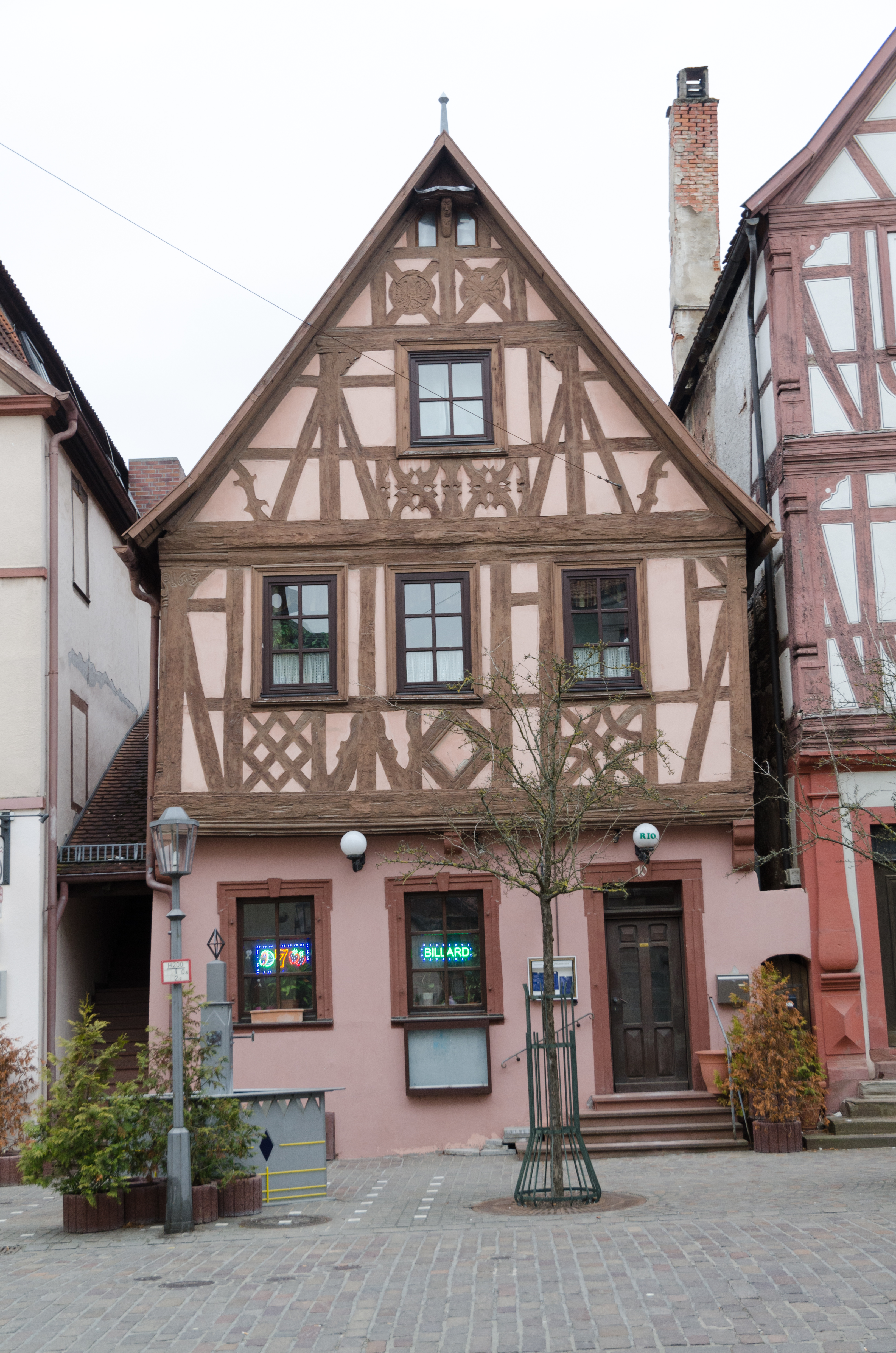
Gebäude Hauptstraße 10 in Karlstadt

Das Haus Hauptstraße 10 in Karlstadt, der Kreisstadt des unterfränkischen Landkreises Main-Spessart in Bayern, wurde 1603 errichtet. Das Fachwerkhaus ist ein geschütztes Baudenkmal.

## Beschreibung
Das Giebelhaus ist mit der Jahreszahl 1603 bezeichnet. Auf dem massiven Erdgeschoss steht ein Fachwerkstock und ein Dachstock, die jeweils vorkragen. Das schmale Haus mit drei Fensterachsen wird von vielen Andreaskreuzen mit und ohne Nasen geschmückt. Ebenso sind Rauten und verschiedene Mannfiguren zu sehen. 